# Caledonia (Wisconsin)
Caledonia és una població dels Estats Units a l'estat de Wisconsin. Segons el cens del 2009 tenia 24.365 habitants.

## Demografia
Segons el cens del 2000, Caledonia tenia 23.614 habitants, 8.549 habitatges, i 6.805 famílies. La densitat de població era de 200,4 habitants per km².
Dels 8.549 habitatges en un 36,7% hi vivien nens de menys de 18 anys, en un 69,4% hi vivien parelles casades, en un 7,2% dones solteres, i en un 20,4% no eren unitats familiars. En el 16,1% dels habitatges hi vivien persones soles el 5,5% de les quals corresponia a persones de 65 anys o més que vivien soles. El nombre mitjà de persones vivint en cada habitatge era de 2,71 i el nombre mitjà de persones que vivien en cada família era de 3,04.
Per edats la població es repartia de la següent manera: un 26% tenia menys de 18 anys, un 6,5% entre 18 i 24, un 30% entre 25 i 44, un 26,7% de 45 a 60 i un 10,8% 65 anys o més.
L'edat mediana era de 38 anys. Per cada 100 dones de 18 o més anys hi havia 97,8 homes.
La renda mediana per habitatge era de 61.647$ i la renda mediana per família de 68.043$. Els homes tenien una renda mediana de 46.939$ mentre que les dones 30.859$. La renda per capita de la població era de 26.031$. Aproximadament el 2,1% de les famílies i el 3,6% de la població estaven per davall del llindar de pobresa.